# Doug Templeton
Douglas „Doug” Templeton (ur. 19 czerwca 1928 w Maybole, zm. 21 grudnia 2019) – brytyjski żużlowiec pochodzenia szkockiego.

## Życiorys
Srebrny medalista indywidualnych mistrzostw Nowej Zelandii na żużlu (Christchurch 1967). Dwukrotny medalista mistrzostw Szkocji par klubowych: złoty (1965) oraz srebrny (1964). Finalista indywidualnych mistrzostw Wielkiej Brytanii (1963 – 16. miejsce). Uczestnik półfinału brytyjskiego indywidualnych mistrzostw świata (Halifax 1966 – 15. miejsce).
W lidze brytyjskiej reprezentant klubów z Glasgow (1953, 1970–1972), Motherwell (1954), Ipswich (1956), Edynburga (1960–1967), Coatbridge (1968, 1969, 1975, 1976), Berwick (1972–1974), Newport (1972) oraz Reading (1973).